# Norberto James Rawlings
Norberto James Rawlings (San Pedro de Macorís, 1945-2021) fue un poeta dominicano, perteneciente a la Generación del 60, que con su poesía presentó los espacios íntimos de la sociedad multicultural dominicana.

## Biografía
Nacido en el Ingenio Consuelo de San Pedro de Macorís, los primeros años de Norberto James Rawlings estuvieron marcados por los avatares de la vida en las mediaciones de un ingenio azucarero. La familia de James fue parte de una comunidad minoritaria de habla inglesa descendiente de esclavos africanos conocidos peyorativamente como "cocolos" que llegaron a la República Dominicana desde las islas colonizadas del Caribe británico para trabajar en la industria azucarera a mediados del siglo XIX. Los “cocolos” (término que algunos sugieren que proviene de la dominicanización de la toponimia Tórtola, isla del Caribe menor) eran vistos como una fuerza laboral necesaria, pero no eran queridos ni aceptados por la sociedad. De una infancia de privaciones, se liberó lmediante la lectura, y continuó su educación capturando y montando el caballo de un vecino para llegar al Colegio San Esteban, una escuela secundaria privada, a siete millas de distancia. Su poema, “No tuve libros”, evoca sus primeros años cuando dormía en una cama de trapo y leía afuera bajo una farola. Al principio de la década de los sesenta, Norberto James se mudó a Santo Domingo para completar la secundaria en el Liceo Unión Panamericanam, donde se destacó en atletismo y ganó la prueba nacional de 400 metros de pista. Debido a que sus padres eran extranjeros, se le prohibió participar en política. A pesar de esta regla, se volvió muy activo dentro del Movimiento Popular Dominicano.
Durante este tiempo de intensa represión política (1966-1972), James combinaba su militancia política con sus labores en la radio cultural. En 1972 Recibió una advertencia para que abandonara el país y logró escapar de la persecución al exiliarse con el pretexto de estudiar en el extranjero en la Universidad de La Habana. Dejó la República Dominicana en secreto pasando a la clandestinidad, refugiándose en las casas de simpatizantes en París y Madrid, antes de viajar a Europa del Este para realizar por último, su viaje a Cuba donde le otorgaron una beca para estudiar literatura.
En su estadía de siete años en Cuba, fue conocido por un nombre clandestino, Antonio Álvarez, y asumió una nueva identidad como jamaicano, un acento que pudo intentar con facilidad debido a las raíces jamaicanas de su padre. En Cuba, finalmente obtuvo una educación universitaria en una sociedad que amó, la cual le facilitó el título que su propia sociedad, quizás le hubiera dificultado. 
Al regresar a Santo Domingo en 1979, James encontró un clima político cambiado en la República Dominicana, donde se le otorgó un puesto poderoso en la Comisión de Políticas Energéticas Nacionales. No sabía nada de energía habiéndose graduado en literatura, pero fue a Puerto Rico a estudiar y aprender de los puertorriqueños y regresó con un informe que impresionó a todos y le permitió asistir a una conferencia latinoamericana de expertos en energía. En 1983, marchó a los Estados Unidos para completar un doctorado en Lengua y Literatura Hispánicas en la Universidad de Boston, donde conoció a su segunda esposa, Elizabeth Wellington. Juntos formaron un equipo literario de poeta y traductora, y al recibir su doctorado, ocuparon puestos de enseñanza académica en el área de Boston. Mientras tanto, Norberto siguió escribiendo y publicando libros de poesía. El Dr. Norberto James terminó su carrera docente, como un amado profesor de español en la Boston Latin School, donde sus alumnos le llamaban cariñosamente, " Dr. J ".  Su generosidad de espíritu ayudó a preparar y dirigir a estudiantes con recursos limitados a universidades prestigiosas, como Harvard. También continuó dando lecturas de poesía y recibió numerosos premios y honores tanto en los Estados Unidos como en la República Dominicana.
Norberto Pedro James Rawlings falleció tranquilamente mientras dormía en 2021, después de una batalla de 15 años contra la enfermedad de Parkinson.

## Hijos
Malva Mariana James Rodríguez (diciembre de 1980) y Ruth Esther James Rodríguez (noviembre de 1981) de su primer matrimonio. Tito Wellington James (diciembre de 1992) de su segundo matrimonio.

## Obra
En su primer poemario, “Sobre la marcha” (1969), recoge uno de los poemas esenciales dominicanos del siglo XX,  “Los inmigrantes”. Dentro de sus últimas producciones, se destaca el poemario "La urdimbre del silencio", donde hace una larga reflexión en torno a la vida en las esferas externas a su país natal. Sobre este poema ha escrito Néstor E. Rodríguez:
"La voz del poeta, confundida aquí con la brega de ese mar inconmovible, arropa con su luminosidad la memoria de los días idos. Lo que queda de ese gesto afincado en la lejanía no puede ser menos que una ganancia. Este noble maestro nos exige una tarea, una lección sencilla de humanidad: saber escuchar esa “música amarga” de nuestro mar más próximo, el mismo que tres generaciones atrás impulsara a los James jamaicanos de Ocho Ríos hasta el polvo del Ingenio Consuelo y su miseria. A esa estirpe secreta de los cocolos macorisanos, ninguneados como muchos otros hijos del Caribe en la República Dominicana de ayer y hoy, le dedicó el joven Norberto, en 1969, acaso su más grande creación".
Los ensayos de James Rawlings, contenidos en "Denuncia y complicidad", fueron en principio pensados dentro del marco de sus estudios de doctorado. Esta obra ofrece una lectura en torno a la cuestión racial dominicana. Su visión no deja de ser pesimista.

## Obras
- Sobre la marcha. Santo Domingo: Ediciones Futuro, 1969.
- La provincia sublevada. Santo Domingo: Editora Taller, 1972.
- Vivir. Santo Domingo: Editora Amigo del Hogar, 1981.
- Hago constar. Santo Domingo: Editora Taller, 1983.
- Obras 1969-2000. Santo Domingo: Consejo Presidencial de Cultura, 2000.
- Poesía 1969-2000. Prólogo de Néstor E. Rodríguez. Santo Domingo: Ediciones Cielonaranja, 2011.
- Poesía completa. Edición de Miguel D. Mena. Santo Domingo: Ediciones Cielonaranja, 2020.